# Rógvi Jacobsen
Rógvi Jacobsen (Klaksvík, 5 de março de 1979) é um ex-futebolista das Ilhas Faroe e o maior artilheiro da Seleção Faroesa com 10 gols em 53 jogos. Atuava como meio-campista ou atacante e jogou no KÍ Klaksvík, HB Tórshavn, ambos das Ilhas Faroe, KR Reykjavík, da Islândia, SønderjyskE, da Dinamarca, Hødd, da Noruega, e encerrou a carreira no ÍF Fuglafjørður, de seu país natal.
Em 2007 foi apelidado pelo jornal esportivo italiano La Gazzetta dello Sport de Inzaghi Faroês.